# Jovana Preković
Jovana Preković (em sérvio:  Јована Прековић; Aranđelovac, 20 de janeiro de 1996) é uma carateca sérvia, campeã olímpica.

## Carreira
Preković conquistou a medalha de ouro nos Jogos Olímpicos de Verão de 2020 em Tóquio, após confronto na final contra a chinesa Yin Xiaoyan na modalidade kumite feminina até 61 kg. Por seu desempenho, foi condecorada com o Prêmio Olímpico da Sérvia. Ela também é bicampeã mundial em sua categoria.